# Abaza
Abaza in russo Абаза? è una città della Russia, nella Repubblica autonoma di Khakassia.
La città è situata sulle rive del fiume Abakan, 144 chilometri a sud della città di Abakan. La sua popolazione era di 12 200 abitanti nel 2021.
La città è stata fondata nel 1856 e si è sviluppata per sfruttare i locali giacimenti di ferro; l'industria estrattiva è ancora importante per l'economia locale.